# Wuhan Open 2024
Wuhan Open 2024 (cunoscut și ca Dongfeng Voyah Wuhan Open din motive de sponsorizare) a fost un turneu de tenis din circuitul profesionist feminin al circuitului WTA, disputat la Optics Valley International Tennis Center. Cea de-a șaptea ediție a Wuhan Open a avut loc între 7 și 13 octombrie 2024 în megalopolisul chinez Wuhan, capitala provinciei Hubei, pe terenuri cu suprafață dură. A fost prima ediție a turneului din 2019, edițiile intermediare fiind anulate din cauza pandemiei de COVID-19 și a dispariției lui Peng Shuai.
Turneul, dotat cu premii de 3.221.715 dolari, a făcut parte din categoria WTA 1000, fiind ultimul eveniment al acestei serii de turnee WTA 1000. Principala favorită la simplu a fost numărul doi mondial, Arina Sabalenka, care a transformat în titluri ambele participări anterioare din 2018 și 2019. După începerea invaziei Rusiei în Ucraina la sfârșitul lunii februarie 2022, organismele de conducere ale tenisului, ATP, WTA și ITF, au decis că jucătorii de tenis ruși și bieloruși pot continua să concureze în circuit, dar nu sub steagurile Rusiei și Belarusului până la noi ordine.
Arina Sabalenka a câștigat al șaptesprezecelea său titlu la simplu în circuitul WTA și al șaptelea la nivelul WTA 1000. Ea a devenit prima jucătoare de tenis din era deschisă care a câștigat cinci evenimente de simplu în China. De asemenea, ea a transformat a treia sa apariție la Wuchang într-un titlu, după ce câștigase deja în capitala chineză în 2018 și 2019. Cu victoria finală, ea a doborât recordul turneului de șaisprezece victorii, împărțit cu Kvitova. Proba de dublu a fost dominată de kazaha Anna Danilina și Irina Khromachova, care au câștigat al patrulea lor trofeu comun și primul  la nivel WTA 1000 pentru fiecare dintre ele.

## Campioni

### Simplu
Pentru mai multe informații consultați Wuhan Open 2024 – Simplu

### Dublu
Pentru mai multe informații consultați Wuhan Open 2024 – Dublu

## Distribuția punctelor
| Probă  | Câștigător | Finalist | Semifinalist | Sfertfinalist | Runda trei | Runda doi | Runda unu | Q   | Q2  | Q1  |
| Simplu | 1000       | 650      | 390          | 215           | 120        | 65        | 10        | 30  | 20  | 1   |
| Dublu  | 1000       | 650      | 390          | 215           | 120        | 10        | N/A       | N/A | N/A | N/A |

### Premii în bani
| Probă  | Câștigător | Finalist | Semifinalist | Sfertfinalist | Runda trei | Runda doi | Runda unu | Q2     | Q1     |
| Simplu | $525,115   | $309,280 | $159,439     | $73,193       | $36,568    | $20,714   | $14,846   | $8,828 | $4,624 |
| Dublu  | $154,640   | $86,980  | $46,715      | $24,165       | $13,693    | $9,128    | N/A       | N/A    | N/A    |